# Diospyros froesii
Diospyros froesii är en tvåhjärtbladig växtart som beskrevs av Paulo Bezerra Cavalcante. Diospyros froesii ingår i släktet Diospyros och familjen Ebenaceae. Inga underarter finns listade i Catalogue of Life.